# Nicolaes Cleynaerts

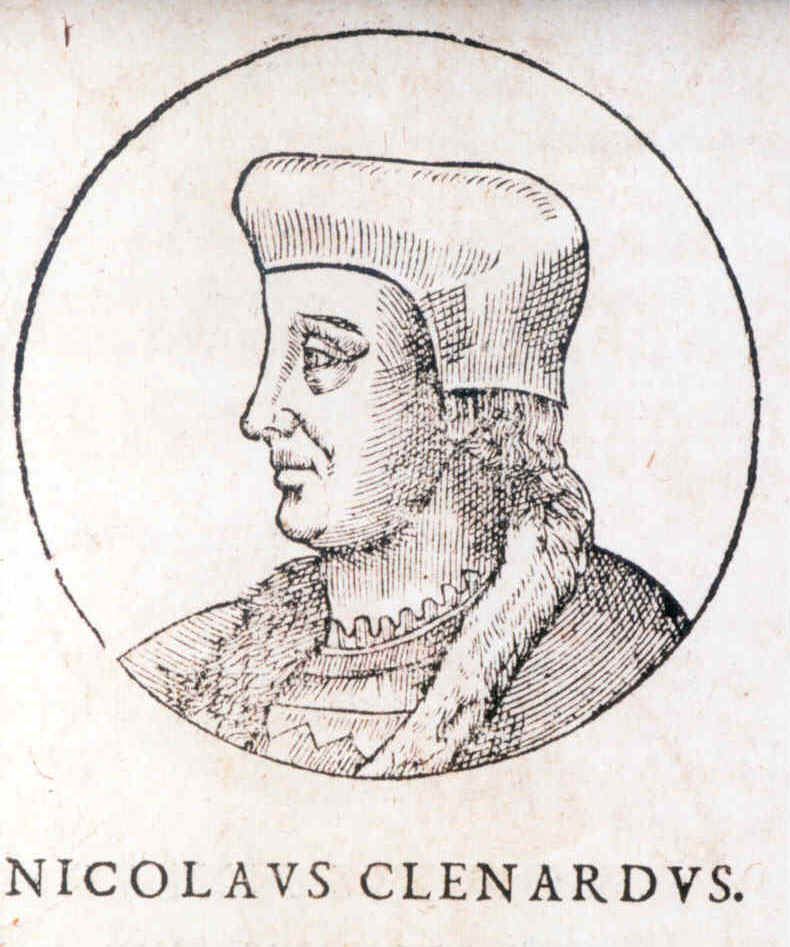
Nicolaes Cleynaerts

Nicolaes Cleynaerts (auch Clenardus oder Nicolai Clenardi) (* 5. Dezember oder 6. Dezember 1493 in Diest; † 5. November 1542 in Alhambra, Granada) war ein belgischer Humanist, Theologe, Grammatiker, Orientalist und Semitist.

## Leben und Werk
Neben dem Studium der Theologie an der Universität Löwen, wo der altgläubige Latomus sein Mentor war, studierte er Latein, Griechisch, Hebräisch an dem dortigen Dreisprachenkolleg (Collegium Trilingue), welches Erasmus von Rotterdam gegründet hatte. Als Amt hatte er die Aufsicht über die Beginen in Diest. Cleynaerts publizierte eine hebräische und griechische Grammatik. Die letztere der beiden Publikation wurde in ganz Europa ein großer Erfolg und erreichte über die Jahrhunderte 30 Auflagen mit mehreren hunderttausend  Exemplaren, ein starker Impuls für das Studium der klassischen Sprachen. Cleynaerts entwickelte auch eine Lehrmethode für den lateinischen Spracherwerb, welcher eine Konversation zugrunde lag und die somit als Vorläufer der Assimil-Methode angesehen werden kann. Autodidaktisch ging er an erste Arabischstudien über mehrsprachige Evangelienausgaben heran.
Nach seinem Studium war er in Paris als Dozent tätig, kehrte aber 1531 noch einmal nach Löwen zurück, wo er trotzdem nicht berufen wurde. Darauf reiste er im Herbst 1531 nach Spanien und wurde vorübergehend Bibliothekar des Fernando Colón, Sohn des Christoph Columbus. Im Jahre 1542 lehrte als Dozent in Salamanca. Später reiste er weiter nach Portugal, wo er Lehrer des Prinzen Heinrich, Bruder von König João III., war. Nach portugiesischer Gewohnheit schaffte er sich drei schwarze Sklaven an, denen er Latein beibrachte, um mit ihnen zu kommunizieren. Auf dem Heimweg kam er in Granada mit der islamischen Theologie in Berührung, als er einen Mauren kennenlernte und von ihm Arabisch lernte. Fortan war sein Lebensziel, das Christentum und den Islam einander näherzubringen.
Von 1540 bis 1541 reiste er in das damalige geistliche Zentrum Fès (Marokko), wo er seine arabischen Sprachkenntnisse verbesserte. Dort empfing ihn der Sultan. Cleynaerts war gegen die Sklaverei und gegen die Inquisition. In der Stadt suchte er nach alten arabischen Manuskripten und studierte den Koran. Wegen einer Intrige am portugiesischen Könighof, betrieben vom portugiesischen Konsul in Fez, der selbst am Sklavenhandel beteiligt war, musste er nach Spanien flüchten.
Viele Briefe Cleynaerts’ sind erhalten geblieben. Sie geben Zeugnis über die spanische, portugiesische sowie marokkanische Geschichte seiner Zeit sowie seine Gedanken über die Gemeinsamkeiten zwischen Christentum und Islam wieder.

## Nachwirken
Heute steht in Diest auf dem großen Markt eine Bronzefigur von Cleynaerds. In den Jahren 2003/4 wurde ein Monolog über Nicolaes Cleynaerds als Theaterstück aufgeführt, inszeniert, geschrieben und gespielt vom Philosophen Joris Tulckens.
Am 28. November 2010 wurde der Asteroid (43843) Cleynaerts nach ihm benannt.

## Werke
- Tabula in grammaticen hebraeam (1529)
- Institutiones in linguam graecam (1530)[3]
- Meditationes Graecanicae (1531), Griechischbuch zum Selbststudium
- De modo docendi pueros analphabeticos exercendaeque Latinae linguae praeceptiones aliquot ... - Deutsche Digitale Bibliothek. Abgerufen am 31. Juli 2023 (Latein).
- Peregrinationum ac de rebus machometicis epistolae elegantissimae (Löwen, 1550)
- Epistolarum libri duo (Antwerpen, 1561)